# Helioscopio

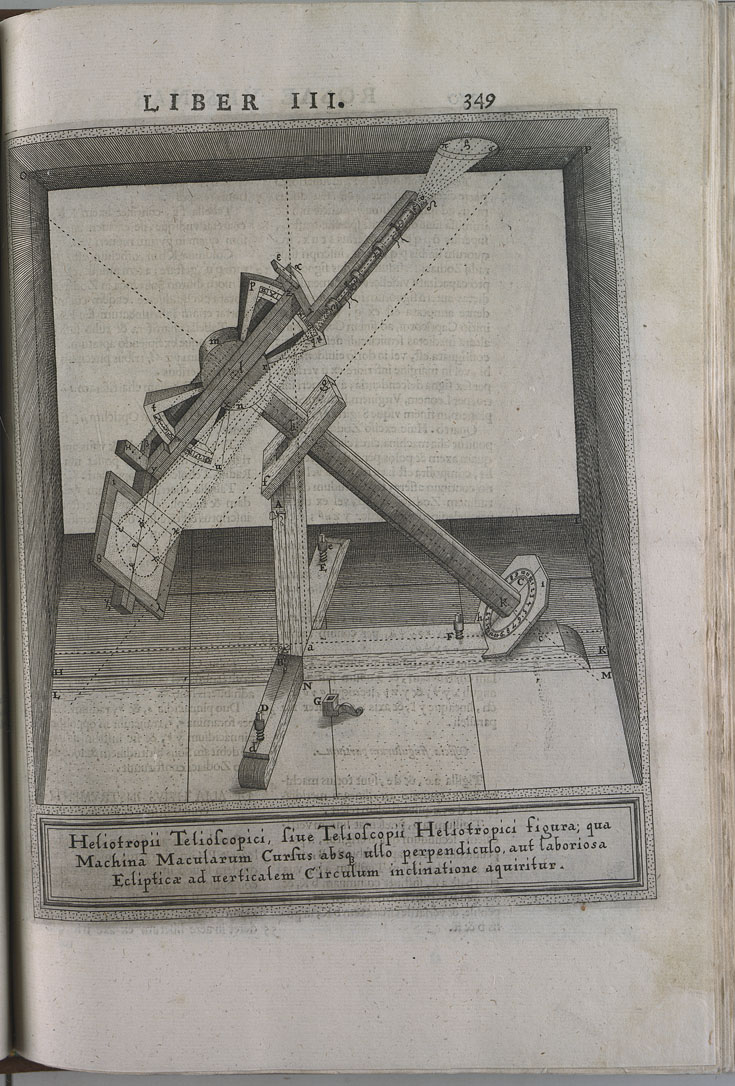
Helioscopio Scheiner

Un helioscopio es un instrumento utilizado para observar el sol y las manchas solares. 
El primero en utilizar un instrumento de este tipo fue el italiano Benedetto Castelli (1578-1643). El aparato fue refinado por Galileo (1564–1642). El método implica proyectar una imagen del sol sobre una hoja de papel blanca utilizando un telescopio en una habitación oscura.
El primer helioscopio (denominado machina helioscopica), un instrumento astronómico específicamente concebido con el propósito de observar el sol, fue diseñado por Christoph Scheiner (1575–1650) para realizar con seguridad sus observaciones sobre las manchas solares.